# Международная ассоциация спорта для всех
Международная ассоциация спорта для всех, ТАФИСА (англ. The Association For International Sport for All, TAFISA) — международная организация, деятельность которой направлена на поощрение спорта. ТАФИСА является ведущей организацией в мировом движении массового спорта, насчитывающей свыше 200 членов и 130 стран-участников. Основана в 1991, в 2005 открылся профессиональный офис во Франкфурте-на-Майне.

## Цели
Основные цели ТАФИСА:
- продвижение массового спорта на международном уровне;
- проведение и координирование программ и мероприятий;
- налаживание связей и предоставление возможностей для передачи опыта;

Для достижения этих целей ТАФИСА:
- провозглашает массовый спорт и физическую активность частью основных прав человека;
- оказывает содействие и способствует развитию традиционных видов спорта и игр;
- рассматривает массовый спорт как один из показателей качества жизни человека;
- поддерживает международное сотрудничество;
- способствует подготовке руководителей;
- сотрудничает в области здравоохранения, культуры, образования и развлечений;
- осуществляет политическое влияние и проводит практические мероприятия;
- способствует многообразию, равноправию и развитию участников;

## Международный статус
ТАФИСА получила официальное признание и активно сотрудничает с Международным олимпийским комитетом (МОК), Организацией объединенных наций (ООН), Организацией Объединённых Наций по вопросам образования, науки и культуры (ЮНЕСКО) и Всемирной организацией здравоохранения (ВОЗ).

## Деятельность
ТАФИСА осуществляет широкий спектр программ и мероприятий, в частности:
- Всемирный День ходьбы, проводящийся каждый год 1-2 октября с 1991 года;
- Всемирные игры «Спорт для всех»;
- Всемирный конгресс ТАФИСА;
- Всемирный форум ТАФИСА;
- Сертификационные курсы ТАФИСА для руководящих работников;
- Программа «Активный город — Активное общество — Активный гражданин» или «Тройной АКТ»;
- 13-17 сентября 2019 года в Ульяновске прошёл 1-й Всемирный фестиваль боевых искусств ТАФИСА (1st TAFISA WORLD MARTIAL ARTS FESTIVAL)[5]. К этому фестивалю Министерство связи России выпустило Художественный маркированный конверт со спецгашением[6].

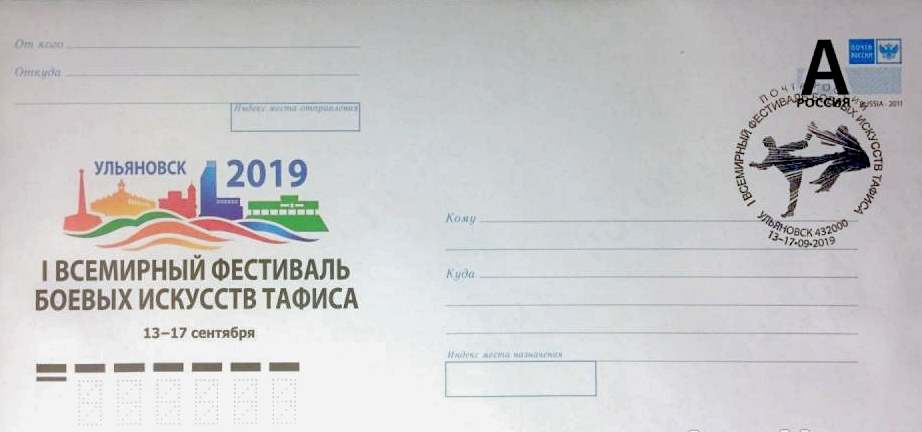
ХМК РФ, 2019. Ульяновск. 1 Всемирный Фестиваль боевых искусств ТАФИСА со СГ.